# ゴメザ
ゴメザ、ゴメサ（学：Gomesa）はラン科に含まれる属の一つ。または、ゴメザ属に含まれる植物の総称。洋ランとして親しまれる。

## 特徴
南アメリカ原産で、偽鱗茎の葉腋部分から花茎を立ち上げ、複数輪花を着花する。個々の花自体は小振りだが、大きな株になると株の周囲を取り囲むように開花するので、見ごたえがあり、僅かだが香りも楽しめる。オンシジウムと近縁種だが、耐寒性はオンシジウムほどではなく、寒さにやや弱いので冬季の管理には注意が必要。

## 栽培方法
植え付けは4〜5月に行う。用土の加湿状態を嫌う為、ミズゴケなどに植え付けると良い。成長期は4〜5月で、この状態は水切れに気を付けて栽培する。液体肥料を施肥しても良い。12月頃に花茎が伸びてくる。この状態に乾燥状態が継続すると、落蕾の原因になる。日本では流通量が少なく、洋ラン専門店などで探さなければ入手は難しい。

## 名称について
属名の由来は、ポルトガル人の医師・科学者・植物学者で、ブラジルで本種を研究した、ベルナルディーノ・アントニオ・ゴメスにちなんでいる。和名の由来は連なって咲く花が、人形が万歳しているように見える事にちなむ。

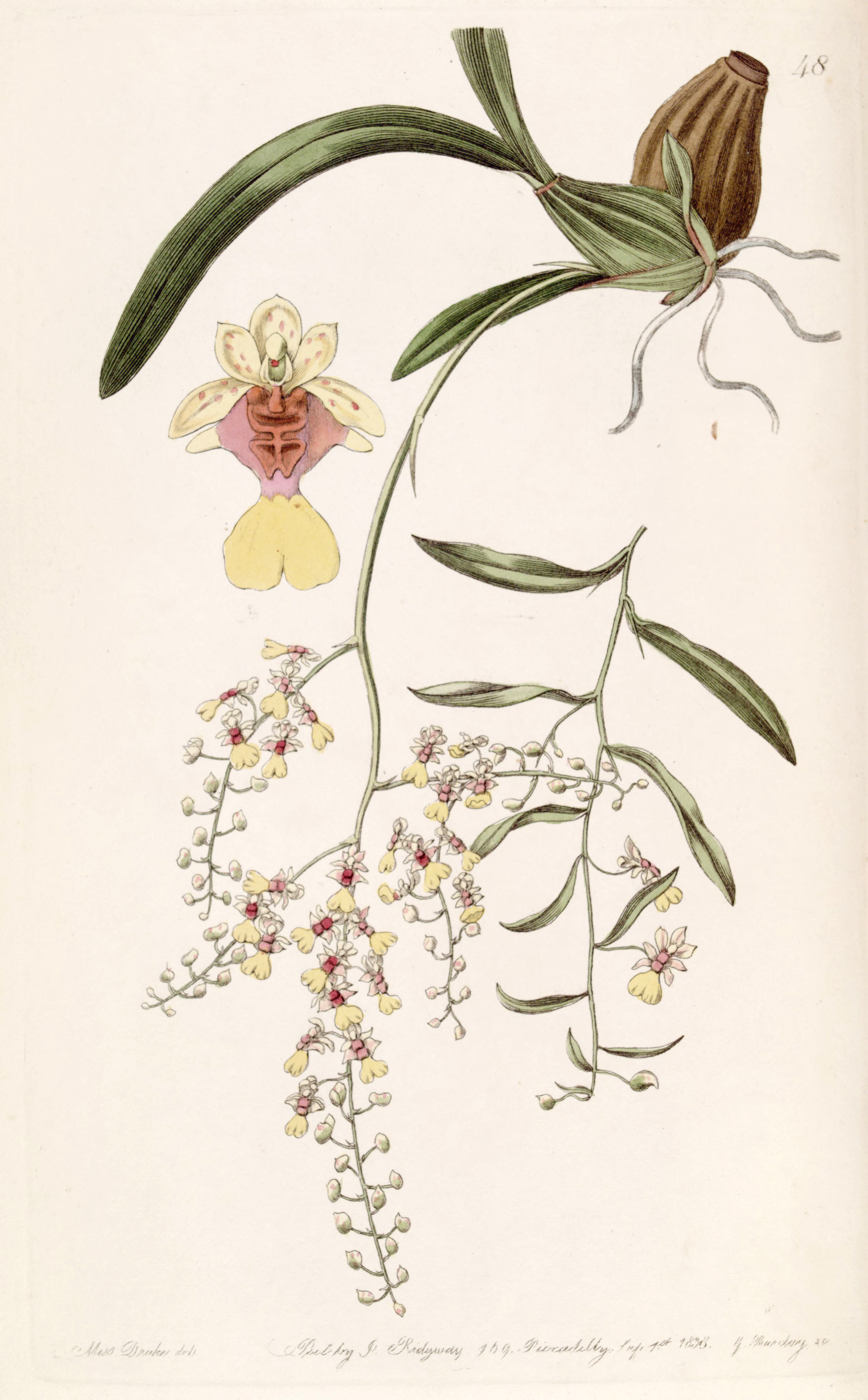
ラニフェラ種のスケッチ

## 下位分類
有名な種を掲載する。参考元はこちら。
- ゴメザ・エキナータ

　（Gomesa echinata）
- ゴメザ・クリスパ

　（Gomesa crispa）
- ゴメサ・ハーブネニー

　（Gomesa verboonenii）
- ゴメザ・ラディカンス

　（Gomesa radicans）
- ゴメザ・ラニフェラ

　（Gomesa ranifera）
- ゴメザ・レクーバ

　（Gomesa recurva）